# 혼다 다쿠야
혼다 다쿠야(일본어: 本田 拓也, 1985년 4월 17일 ~ )는 일본의 전 축구 선수이다.

## 구단 경력
그는 2008년부터 2022년까지 J리그의 시미즈 에스펄스, 가시마 앤틀러스, 몬테디오 야마가타, FC 기후에서 활동하였다.

## 국가대표팀 경력
그는 2006년 아시안 게임에 참가할 일본 U-23 국가대표팀에 발탁되었다. 2008년 하계 올림픽에도 출전, 2경기에 출전했다.
2011년 AFC 아시안컵에 참가할 일본 국가대표팀에 발탁되었으며, 1월 17일 사우디아라비아와의 경기에서 데뷔했다. 아시안컵 우승.그는 국제 A매치 통산 2경기에 출전했다.

## 통계
| 일본 | 일본 | 일본 |
| 연도 | 출전 | 득점 |
| ---- | ---- | ---- |
| 2011 | 2    | 0    |
| 통산 | 2    | 0    |